# One Hot Minute
One Hot Minute —en español: Un Minuto Caliente— es el sexto álbum de estudio de la banda estadounidense de funk rock Red Hot Chili Peppers, lanzado el 12 de septiembre de 1995 por Warner Bros. Records. El éxito mundial del anterior álbum de la banda, Blood Sugar Sex Magik, hizo que el guitarrista John Frusciante no se sintiera cómodo con su nuevo estatus, y abandonara posteriormente el tour de 1992 y a la banda, en el mismo año.
Sería el primer y único álbum que el antiguo guitarrista de Jane's Addiction, Dave Navarro, grabaría con la banda. Su presencia alteró considerablemente el sonido de los Red Hot Chili Peppers. One Hot Minute contiene menos temas sexuales que los álbumes anteriores, y explora asuntos más oscuros como el uso de drogas, la depresión, angustia y dolor. También contiene riffs de guitarra de heavy metal. El cantante Anthony Kiedis, quien había reincidido en 1994 a sus adicciones a la heroína y las anfetaminas luego de estar limpio durante más de cinco años, abordó sus letras con una mirada a las drogas y sus duros efectos.
One Hot Minute produjo cuatro sencillos («Warped», «Aeroplane», «Coffee Shop», y «My Friends») y llegó al puesto cuatro del Billboard 200. Blood Sugar Sex Magik tuvo el doble de ventas en comparación con One Hot Minute y mayores elogios de la crítica. Finalmente, Navarro fue despedido de la banda en 1998 por diferencias creativas. Stephen Thomas Erlewine de Allmusic dijo que «One Hot Minute tiene el mismo nivel de ambición musical que Blood Sugar Sex Magik, pero está más desenfocado, lo que significa que provee menos emociones que cualquiera de los demás álbumes del grupo».

## Antecedentes
Los Red Hot Chili Peppers habían lanzado Blood Sugar Sex Magik en 1991. El álbum fue un éxito instantáneo, vendiendo casi 15 millones de copias en el mundo, e hizo que la banda adquiriese una gran popularidad internacional. El guitarrista John Frusciante no estaba de acuerdo con la reciente fama de la banda. Frusciante, que a menudo discutía con sus compañeros de banda, saboteó varios conciertos. Este comenzó a experimentar con la heroína, aumentando con el tiempo el uso de esta droga. Finalmente, abandonó la banda en 1992, durante la parte japonesa del tour, y regresó a su hogar en California, aislándose totalmente del grupo y comenzando a experimentar con drogas.
Asombrados, los Chili Peppers, quienes no contaban con un reemplazo adecuado para Frusciante, luego de ser forzados a renegociar, contrataron a Arik Marshall para tocar en las fechas restantes. Tras su regreso a Hollywood, la banda colocó un anuncio en el L.A. Weekly para audiciones abiertas de guitarra, lo que Kiedis consideró una pérdida de tiempo. Luego de varios meses de búsqueda sin éxito de un guitarrista adecuado, el baterista Chad Smith sugirió a Dave Navarro. Este siempre había sido la primera elección de la banda, pero se encontraba muy ocupado tras la disolución de Jane's Addiction en 1991. Finalmente, Navarro aceptó la posición luego de productivas sesiones de improvisación.

## Grabación y producción
Kiedis sabía que con el ingreso de Navarro el sonido de la banda cambiaría inevitablemente. En julio de 1994, los Red Hot Chili Peppers ingresaron a The Sound Factory, un estudio de grabación situado en Los Ángeles, para grabar el álbum. La banda había completado unas pocas canciones, cuando Kiedis comenzó a tener dificultades para cantar. Este había tenido un procedimiento dental en el que se utilizó un anestésico, el Valium, lo que hizo que reincidiese en su antigua adicción a las drogas, y se convirtiese una vez más en un drogodependiente. Kiedis, luego de cinco años sin drogas, comenzó nuevamente a utilizar los narcóticos que había jurado que no volvería a usar jamás. La banda interrumpió brevemente la grabación para tocar en Woodstock '94, que fue el primer show en el que Navarro tocó con los Chili Peppers.
Después de reanudar la producción, Navarro cuestionó los métodos de grabación del grupo. Este se preguntó por qué tanta cantidad de improvisaciones estaban envueltas en la concepción del álbum. Varias quejas siguieron, y pronto el proceso se tornó incómodo para la banda. Pasaron los meses, y sólo se escribió una pequeña cantidad de material. Kiedis realizó un viaje a Grand Rapids, Míchigan en diciembre, donde su familia se dio cuenta de que este se había convertido nuevamente en un adicto. Regresó a Hollywood a finales de enero de 1995, y finalmente terminó de grabar sus partes vocales. El resto de la grabación fue completada durante el mes siguiente.

## Escritura y composición
Considerando que Kiedis se había vuelto adicto nuevamente (lo que suponía ausencias del estudio) y Frusciante ya no estaba presente para colaborar, las canciones fueron escritas a un paso muy lento. Trabajar con Frusciante ha sido algo que Kiedis dio por sentado: "Con respecto a la escritura de canciones, John ha sido una verdadera anomalía. Con él creaba música incluso más fácilmente que con Hillel, aunque conociera a Hillel durante años. Supuse que todos los guitarristas eran así, que les mostrabas tu letra y cantabas un poquito, y lo próximo que sabías era que tenías una canción. Eso no pasó inmediatamente con Dave". Para compensar, Kiedis y Flea tomaron varios días de vacaciones juntos, durante las cuales se concibieron la mayoría de las canciones.
One Hot Minute hizo frente líricamente a los sentimientos de oscuridad, melancolía y remordimiento que Kiedis tenía, temas que hasta ese entonces no había en el registro lírico de la banda. Muchas de las canciones fueron escritas en una época en la que este escondía su reanudada adicción. «Warped» estuvo orientada directamente a la angustia de Kiedis, como un llanto histérico de ayuda: «My tendency for dependency is offending me/It's upending me/I'm pretending to be strong and free from my dependency/It's warping me» («Mi tendencia por la dependencia está ofendiéndome/Está pendiente de mí/Estoy pretendiendo ser fuerte y libre de mi dependencia/Está pervirtiéndome»). También se sintió decepcionado porque «nadie sospechaba que yo había escapado de mis más de cinco años sin drogas». La canción fue compuesta con pesados riffs de guitarra y voces resonantes que intentaron transmitir un estado de angustia.
«Aeroplane», tercer sencillo del disco, fue aparentemente más optimista que muchas otras canciones del álbum; pero igualmente contuvo varias referencias a los asuntos personales de Kiedis: «Looking into my own eyes/I can't find the love I want/Somebody'd better slap me before I start to rust/Before I start to decompose» («Mirando dentro de mis propios ojos/No puedo encontrar el amor que quiero/Mejor alguien debería abofetearme antes que empiece a oxidarme/Antes que empiece a descomponerme»). La canción también incluye, durante el último verso, los coros de la hija de Flea, Clara, y sus compañeros de jardín de infancia. «Tearjerker» fue un tributo al cantante principal de Nirvana, Kurt Cobain. Kiedis sintió que la muerte de Cobain «fue un golpe emocional, y todos lo sentimos. No sé por qué todo el mundo se siente tan cerca de este tipo; de alguna forma rara, él era amado, simpático e inofensivo. A pesar de todos sus chillidos y toda su oscuridad, era encantador».
One Hot Minute fue la primera vez que Flea contribuyó con las letras de los álbumes de la banda, ya que Kiedis se encontraba hundido en su adicción, lo que entorpecía su producción creativa. Flea escribió la mayor parte de «Transcending», y la introducción de «Deep Kick», una canción que cuenta la historia de su juventud y la de Kiedis. Flea incluso escribió toda la letra de una canción, «Pea», en la que canta y toca el bajo. «My Friends» trata sobre los sombríos pensamientos de Kiedis sobre "sus amigos": «My friends are so distressed/And standing on the brink of emptiness/No words I know of to express/This emptiness» («Mis amigos están tan angustiados/Y parado al borde del vacío/No conozco palabras para expresar/Este vacío»).
Estilísticamente, One Hot Minute divergió de las grabaciones anteriores de los Chili Peppers, especialmente de Blood Sugar Sex Magik. El álbum se caracterizó por el uso prominente de riffs de guitarra de heavy metal y sus indicios de rock psicodélico. Navarro, a diferencia de Flea y Kiedis, no estaba influenciado por el funk. Este dijo en una entrevista a Guitar World en 1996: «Realmente no me dice nada. Pero para ser sincero, cuando estoy tocando con tres tipos a los que amo y con los que siento compañerismo, es agradable tocar funk». El estilo de Navarro estuvo influenciado principalmente por guitarristas de rock clásico, como Jimi Hendrix y Jimmy Page, y de rock gótico, como Robert Smith y Daniel Ash. Escribir One Hot Minute tomó casi dos años, y su grabación y producción también fueron procesos problemáticos, ya que Navarro se sentía como un intruso en la banda. Mientras que Red Hot Chili Peppers es un grupo mucho más colaborativo, su composición en Jane's Addiction era independiente. Navarro notó que la dinámica de la banda era más equilibrada que la de Jane's Addiction, dominada a menudo por el líder Perry Farrell.

## Promoción y lanzamiento
Juntando los componentes finales del álbum, la banda grabó un video para "Warped". Le pidieron al cuñado de Flea, Gavin Bowden, que se encargase de la dirección. Durante la parte final, el video muestra a Kiedis y Navarro besándose como forma de romper la monotonía de las largas e incómodas grabaciones de video. Sin pensarlo dos veces, continuaron la filmación y finalizaron varios días después. Sin embargo, Warner Bros. vio el video e instantáneamente quiso tirarlo, considerándolo invendible y argumentando que el beso alejaría a gran parte de los fanes de la banda. La formación llegó a un consenso para que el beso permaneciera en la edición final, provocando una reacción violenta en la parte escolar de sus seguidores, quienes se ofendieron por la acción. Con respecto a la situación, Kiedis dijo: «Si ellos no pueden aceptar lo que hacemos, no los necesitamos nunca más».
One Hot Minute fue lanzado el 12 de septiembre de 1995. Fue certificado «oro» el 11 de noviembre de 1995, a sólo dos meses de su lanzamiento; desde ese momento fue «multiplatino» en los Estados Unidos. El álbum alcanzó el puesto cuatro en el Billboard 200. «My Friends» llegó al puesto uno del Modern Rock y Mainstream Rock. La canción también alcanzó el puesto 29 del Top 40 británico, mientras que «Aeroplane» alcanzó el puesto 11. Varios días después del lanzamiento del álbum, Kiedis continuó usando drogas a pesar de las numerosas entrevistas a las que tenía programado asistir.

## Recepción de la crítica
One Hot Minute no fue recibido tan bien como Blood Sugar Sex Magik, y se lo consideró finalmente como una pobre continuación. Sin embargo, algunos elogiaron la grabación. Daina Darzin de la Rolling Stone dijo que «One Hot Minute se zambulle en el profundo final emocional de una adicción a las drogas y de pérdida», y que el álbum «es un disco ferozmente ecléctico e imaginativo que demuestra que los miembros de la banda ya están más pensativos y espirituales. Tras una carrera de más de diez años, ellos están desarrollando su potencial al máximo». David Browne de Entertainment Weekly dijo que "One Hot Minute se lamenta y sacude como una cinta de entrenamiento de pogo, pero también tiene momentos de madurez y sutileza indiscutible". Destacó a Kiedis por "mantener bajo control sus tendencias groseras". Sin embargo, Browne criticó a la banda por sus "intentos de expresarse con filosofía cósmica que a menudo se revelan como sentimientos amorfos", y dijo que algunas canciones "recaen en el desastroso funk fraternal". Stephen Thomas Erlewine de All Music Guide dijo que «continuar luego de Blood Sugar Sex Magik fue una tarea difícil para los Red Hot Chili Peppers», y que «la guitarra metálica de Navarro debería haber agregado algo de peso en la guitarra funk de heavy metal con influencias de punk de los Chili Peppers, pero tiende a hacerlo monótono». Erlewine agregó que «resaltando el metal, el funk es retirado gradualmente de la mezcla, al igual que su melodía». Robert Christgau tildó al álbum de «porquería».
«My Friends» fue considerado por Erlewine como un «intento descarado de dominar la audiencia ganada por 'Under the Bridge'», y que en contraste «las melodías son débiles y las letras incluso más endebles». La canción también «trata de ser un abrazo colectivo entre todos los amigos problemáticos [de Kiedis]». Por otro lado, la Rolling Stone dijo que la canción fue «encantadora», incorporando un «coro vagamente folky, y contiene las mismas ilusiones tristes de 'Under the Bridge' y 'Breaking the Girl'». El artículo también elogió a «Warped» diciendo que «mezcla una letra horrorosa con una introducción multitonal y nivelada y un derviche de sonidos y ritmos de rock y estribillos de funk. Es como una sensación eufórica por drogas». La Rolling Stone también dijo que el título de la canción era «funky y divertido. Es sobre el sexo y el amor. Qué diablos. Algunas cosas no tienen que cambiar». Entertainment Weekly dijo que "algunas de estas canciones son un 'poco demasiado' largas y podrían haberse beneficiado por algún adorno", aunque elogió a Kiedis por su sonido «casi espiritual» en «Falling Into Grace».

## TourOne Hot Minutey salida de Navarro
El tour One Hot Minute comenzó varios días después del lanzamiento del álbum. La banda decidió comenzar el tour por Europa. Kiedis sintió que como músico, se estaba haciendo algo mediocre. La parte europea del tour finalizó a comienzos de noviembre, y se programó el comienzo de la parte estadounidense para diez días después. Sin embargo, fue retrasada hasta comienzos de febrero. A pocos shows del comienzo de la parte estadounidense, Kiedis se fracturó su pie mientras realizaba lo que él llama "baile robótico con los ojos cerrados". Este tropezó con un monitor y cayó del escenario, resultando en una férula que llevó durante los próximos dos meses. Kiedis dijo que "fue lindo ver que esa gente seguía interesada en venir a ver qué hacemos", ya que hubo un vacío de cuatro años desde el lanzamiento de Blood Sugar Sex Magik. Al finalizar la parte estadounidense del tour, los Chili Peppers se tomaron dos semanas de vacaciones antes de tocar varias veces en Australia y Nueva Zelanda. Posteriormente, la banda tocó en el Tibetan Freedom Concert en San Francisco, antes de finalizar el tour por Europa.
Kiedis permaneció libre de drogas durante toda la gira y mantuvo una disposición positiva en los shows. Sin embargo, Navarro se estaba cansando del tour, lo que irritó a sus compañeros de banda. Kiedis se lesionó nuevamente en Praga luego de caerse del escenario intentando realizar una voltereta hacia atrás. Durante los pocos shows restantes fue forzado a usar una faja lumbar, que inmovilizó sus acciones alrededor del micrófono. Tras varios shows en París y Londres, la banda regresó a su hogar en Los Ángeles. Kiedis comenzó a usar drogas de nuevo, aunque las dejó luego de varias semanas. Posteriormente, se le pidió a la banda tocar en el Polo Norte para los aproximadamente 100 ganadores de un concurso realizado por Molson, una compañía cervecera canadiense. La banda regresó a casa dos días después del show, que los motivó ligeramente.
Transcurrieron los meses sin conciertos programados debido a las pobres ventas del álbum. Luego de otra reincidencia y un período de rehabilitación, Kiedis y el resto de la banda se preparó para una gira veraniega, la primera en casi siete meses. Desafortunadamente, antes del comienzo del tour, Kiedis sufrió un accidente en su motocicleta y tuvo que ser hospitalizado urgentemente luego de lesionarse severamente el brazo. Debido a su adicción a las drogas, se le tuvo que suministrar siete dosis de morfina para que mitigase el dolor. Luego de que se le diera el alta, este tuvo que llevar una férula por varios meses, resultando en la cancelación de todos los conciertos restantes programados. A mitad de la recuperación de Kiedis, se le pidió a la banda tocar en el Fuji Rock Festival en julio de 1997. En ese entonces, la férula de Kiedis pasó al codo, y este se sintió bien para tocar.
Se pronosticó un gran tifón para las horas previas al show. De todas formas, el concierto se realizó. Pero cuando los Chili Peppers subieron al escenario, una lluvia torrencial hizo prácticamente imposible que tocaran sus instrumentos. Luego de ocho canciones, la banda destruyó sus instrumentos y el recital finalizó y, ese, sería el último concierto de Navarro con la banda. Flea y Dave Navarro entraron al estudio el 15 de septiembre de 1997 para comenzar a trabajar en las dos primeras canciones del próximo álbum. Una de esas canciones es "Circle of the Noose". En diciembre de 1997 o principios de 1998 los Red Hot Chili Peppers al completo volvieron al estudio para comenzar los ensayos del nuevo álbum y anunciaron su lanzamiento para finales de 1998, pero las cosas no funcionaron. Sólo se completó una canción, «Circle of the Noose», bajo la producción de Rick Rubin, «la mejor canción de estructura pop en la que he participado, [...], tiene esa onda de los 60 hippies pero con las ideas y la tecnología de los 90», en palabras de Dave. Dicha canción se filtró en Internet recién el 3 de febrero de 2016.
En este momento, mientras que Kiedis luchaba por permanecer limpio, Navarro se convirtió en drogodependiente. La banda decidió que mantendrían una charla con Navarro en la que intentarían convencerlo de ingresar a rehabilitación. La discusión escaló hasta llegar una acalorada disputa, y Navarro tropezó con un amplificador en un estado inducido por drogas. Para abril de 1998, la banda apenas había escrito material nuevo (una canción y unas cuantas ideas sueltas); Kiedis y Flea decidieron que era hora de despedir a su guitarrista. Navarro reaccionó furiosamente, pero posteriormente aceptó, y aconsejó que volvieran a llamar a John Frusciante. Los Chili Peppers estaban a punto de separarse. Flea comenzó a cuestionarse sobre el futuro de la banda, y pensó que la separación era necesaria. Este hizo un último intento de mantener junta la banda, pidiéndole a John Frusciante que volviese. Frusciante, que recientemente había completado un programa de rehabilitación por su adicción a la heroína de más de cinco años, con mucho gusto aceptó la invitación.

## Lista de canciones
Todas las canciones han sido escritas por los Red Hot Chili Peppers.
| #  | Canción               | Duración |
| -- | --------------------- | -------- |
| 1  | «Warped»              | 5:04     |
| 2  | «Aeroplane»           | 4:45     |
| 3  | «Deep Kick»           | 6:33     |
| 4  | «My Friends»          | 4:02     |
| 5  | «Coffee Shop»         | 3:08     |
| 6  | «Pea»                 | 1:47     |
| 7  | «One Big Mob»         | 6:02     |
| 8  | «Walkabout»           | 5:07     |
| 9  | «Tearjerker»          | 4:19     |
| 10 | «One Hot Minute»      | 6:23     |
| 11 | «Falling into Grace»  | 3:48     |
| 12 | «Shallow Be Thy Game» | 4:33     |
| 13 | «Transcending»        | 5:46     |

### Caras B, grabaciones descartadas y canciones no incluidas
| Canción                | Duración | Lanzamiento(s)         |
| ---------------------- | -------- | ---------------------- |
| «Melancholy Mechanics» | 4:30     | Cara B de «Warped»     |
| «Let's Make Evil»      | 5:17     | Cara B de «My Friends» |
| «Stretch»              | 6:01     | Cara B de «My Friends» |
| «Bob»                  | 5:43     | Canción extra iTunes   |

## Personal
| Músicos | Músicos |  | Ingeniería y masterización |  | Producción y otros |
| - Voz - Anthony Kiedis - Aimee Echo - Gurmukh Kaur Khalsa - Kristen Vigard - Guitarra y coros - Dave Navarro - Bajo y coros - Michael «Flea» Balzary - Batería - Chad Smith - Percusión - Lenny Castro - Stephen Perkins - Armónica - John Lurie - Violín - Tree | - Coros - Clara Balzary - Max Gould - Bailey Reise - Askia Ndegéocello - Nadia Wehbe - Sarabeth Kelly - Matthew Kelly - Phillip Greenspan - Perry Greenspan - Veronica Twigg - Remy Greeno - Jaclyn Dimaggio - Hayley Oakes - Nikolai Giefer - Taiana Giefer - Nina Rothburg - Sheera Ehrig - Jade Chacon |  | - Ingeniería de sonido principal - Dave Sardy - Ingeniería de sonido adicional - David Schiffman - Masterización - Stephen Marcussen \| Notas 1. ↑ En «One Hot Minute» y One Big Mob» 2. ↑ En «Falling into Grace» 3. ↑ En «Falling into Grace» 4. ↑ En «Walkabout», «My Friends», «One Hot Minute», «Deep Kick» y «Tearjerker» 5. ↑ En «One Big Mob» 6. ↑ En «One Hot Minute» 7. ↑ En «Tearjerker» 8. ↑ En «Aeroplane» \| |  | - Productor - Rick Rubin - Arte - Mark Ryden - Caligrafía - Sweetbryar Ludwig - Dirección artística - Dirk Walter - Red Hot Chili Peppers - Edición digital - Don C. Tyler - Mezclado - Dave Sardy |
| Notas 1. 2. 3. 4. 5. 6. 7. 8. | |  | |  | |

## Posiciones en las listas de éxitos

### Álbum
| Lista de éxitos  | Posición |
| ---------------- | -------- |
| Billboard 200    | 4        |
| Top 40 británico | 2        |
| Top 60 sueco     | 1        |
| Austria          | 4        |
| Francia          | 105      |
| Finlandia        | 1        |
| Noruega          | 2        |
| Suiza            | 2        |

### Sencillos
| Año  | Sencillo     | Lista de éxitos        | Posición |
| ---- | ------------ | ---------------------- | -------- |
| 1995 | «Warped»     | Mainstream Rock Tracks | 13       |
| 1995 | «Warped»     | Modern Rock Tracks     | 7        |
| 1995 | «My Friends» | Modern Rock Tracks     | 1        |
| 1995 | «My Friends» | Mainstream Rock Tracks | 1        |
| 1996 | «Aeroplane»  | Mainstream Rock Tracks | 12       |
| 1996 | «Aeroplane»  | Modern Rock Tracks     | 8        |
| 1996 | «Aeroplane»  | Top 40 Mainstream      | 30       |

Aeroplane fue censurado para su reproducción en EEUU luego del ataque a las Torres Gemelas